# FACEIT
FACEIT (amtlich FACE IT Ltd.) ist ein Londoner Veranstalter von E-Sport-Wettkämpfen im Profi- und Amateurbereich, welcher 2011 gegründet wurde. FACEIT betreibt Server in Europa, Amerika, Südostasien und Australien. Derzeit stellt FACEIT Server für Matches in den Disziplinen Counter-Strike: Global Offensive, League of Legends, Dota 2, Overwatch, Team Fortress 2, Smite, PUBG und World of Tanks bereit.
Im Januar 2022 wurde die Übernahme von FACEIT durch die Savvy Gaming Group, einer Tochter des saudi-arabischen Staatsfonds Public Investment Fund, für rund 500 Millionen US-Dollar bekannt. Das Unternehmen wurde mit der ebenfalls aufgekauften ESL Gaming verschmolzen.

## Wettbewerbe
FACEIT ermöglicht es seinen Nutzern, im jeweiligen Spiel kompetitiv gegen andere Spieler anzutreten. In freundschaftlichen Wettkämpfen kann der Spieler jederzeit allein oder als Team gegen zufällig ausgesuchte Gegner spielen. Neben einfachen Wettkämpfen kann der Nutzer auch ohne Gebühr an vier FACEIT-Turnieren monatlich teilnehmen. Des Weiteren gibt es bei FACEIT ein fünfklassiges Ligasystem im Amateurbereich in Abhängigkeit von der Leistungsgruppe, für deren Teilnahme der Nutzer jedoch monatliche Beiträge an FACEIT zahlen muss. Bei Erfolgen in Ligen und Turnieren erhält der Spieler sogenannte „FACEIT Points“, die er gegen Wertgegenstände oder Dienstleistungen eintauschen kann.
Neben Ligen und Turniere für Amateure veranstaltet FACEIT auch Turniere für die professionellen Spieler. In Counter-Strike: Global Offensive trug FACEIT von Mai 2013 bis März 2014 kleinere Online-Cups aus. Im Frühling 2014 wurde erstmals die FACEIT-League ausgetragen. Die in der ersten Ausgabe noch als europaweites Online-Turnier ausgetragene Liga hat sich 2015 bereits auf Nordamerika und Ozeanien ausgeweitet. Die Finals der Liga finden inzwischen offline statt. Diese wurde in der Vergangenheit eigens oder auf Veranstaltungen von Partner DreamHack ausgetragen. Die ersten beiden Offline-Finals des Jahres 2015 konnte das Team SoloMid gewinnen; darunter das Turnier auf der DreamHack Valencia 2015 mit einem Gesamtpreisgeld von 100.000 US-Dollar. Im August 2015 kündigte FACEIT an, monatlich ein Turnier mit 20.000 US-Dollar Preisgeld austragen zu wollen.
Im April 2016 startete die erste Saison der von FACEIT organisierten Esports Championship Series, welche die FACEIT-League ablöste. Die Veranstalter kündigte Preisgeldausschüttungen von 3,5 Millionen US-Dollar über die ersten zwei Saisons an.
Neben den eigenveranstalteten Turnieren organisiert FACEIT regelmäßig Wettbewerbe in Kooperation mit anderen Veranstaltern. So organisierte das Unternehmen Ende September 2016 in Zusammenarbeit mit Blizzard Entertainment und der Eleague die Overwatch Open, ein mit 300.000 US-Dollar dotiertes Turnier im Ego-Shooter Overwatch.
Im September 2018 veranstaltete FACEIT das 13. Counter Strike: Global Offensive Major, das FACEIT Major: London 2018, in der Wembley Arena. Das Preisgeld wurde auf insgesamt 1.000.000 US-Dollar festgesetzt. Im Finale konnte sich Astralis gegen Natus Vincere durchsetzen und gewann 500.000 US-Dollar.

## FACEITTV
FACEIT übertragen ihre großen Turniere meist über den hauseigenen Twitch-Channel FACEITTV Live. Die Spiele 
erreichen für gewöhnlich mehrere zehntausend Zuschauer gleichzeitig. Der Channel wurde insgesamt über 136 Millionen Mal besucht und hat über 930.000 Follower. (Stand: 14. Dezember 2017)